# Großkreuz

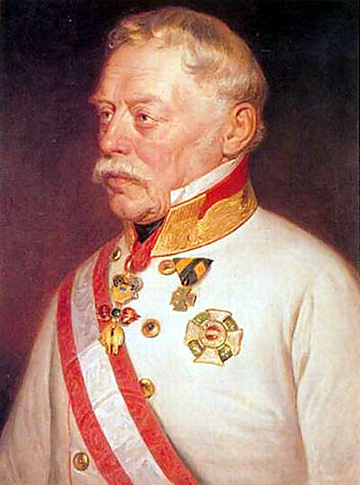
Josef Wenzel Radetzky mit Schulterband und Stern des Großkreuzes des Militär-Maria-Theresien-Ordens

Der Begriff Großkreuz bezeichnet in der Phaleristik die höchste Klasse eines Ordens.

## Entwicklung

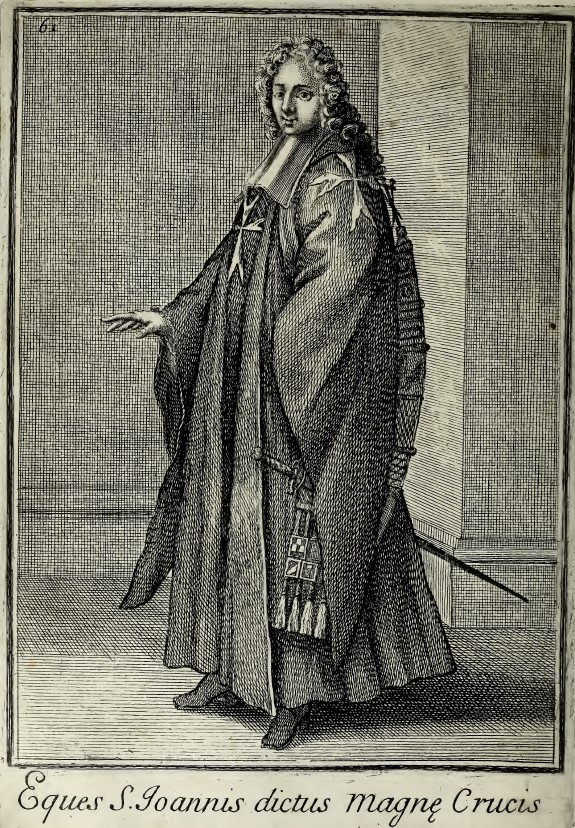
Großkreuz-Ritter des Malteserordens um 1700

Die Piliers, Prioren und Baillis des alten Malteserordens, später auch der Bischof von Malta, trugen eine größere Ausführung des Ordenskreuzes, daher setzte sich für einen Angehörigen dieser Gruppe die Bezeichnung der Großkreuz durch. Ludwig XIV. führte mit dem St.-Ludwigs-Orden einen Verdienstorden mit drei Stufen (Ritter – Komtur – Großkreuz) ein, weitere derartige Orden entstanden im 18. Jahrhundert. Auch bereits bestehende, ursprünglich einstufige Orden schufen unter französischem Einfluss neue Klassen mit der Bezeichnung Großkreuz, etwa der Dannebrogorden.

## Trageweise
Traditionell wird das Großkreuz eines Ordens an einem Schulterband getragen, wobei das Insigne auf der rechten oder linken Hüfte getragen wird. Dazu gehört meist ein Bruststern, der in vielen Orden dem Bruststern des Großoffiziers ähnelt.
Eine seltene, aber sehr bekannte Abweichung von diesem weltweit verbreiteten System stellte das Großkreuz des Eisernen Kreuzes dar, welches am Band um den Hals getragen wurde.
Großkreuze mehrerer Orden trugen gewöhnlich nur die Insigne des höchsten Ordens am Schulterband, das des zweithöchsten als Halsdekoration, von den übrigen nur den Bruststern. Auch Ritter des Schwarzen Adlerordens trugen das Insigne des Großkreuzes des Roten Adlerordens als Halsorden.
Das Großkreuz (большой крест) der russischen Orden des Heiligen Georg und des Heiligen Wladimir wurden von den Rittern I. Klasse am Schulterband und von denen II. Klasse am Hals getragen.

## Entsprechungen und Sonderstufen

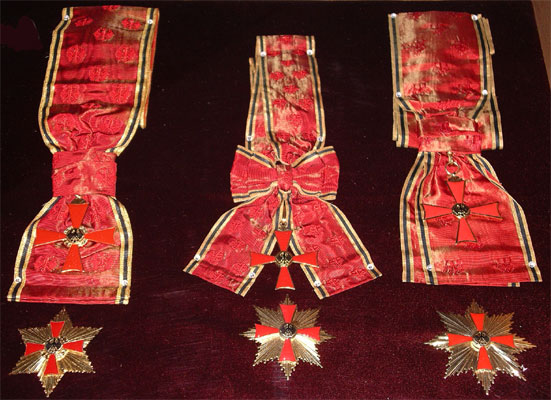
Großkreuze des Verdienstordens der Bundesrepublik Deutschland, jeweils an ihrem Kordon: links Großkreuz in besonderer Ausführung sowie rechts (Herren) und in der Mitte (Damen) die Sonderstufe des Großkreuzes, darunter der jeweilige Bruststern

In den meisten mehrstufigen Orden gibt es die dem Großkreuz entsprechende Stufe mit ähnlicher Trageweise, in einigen wird diese Stufe anders bezeichnet:
- Grand-Cordon („Großes Schulterband“) in einigen romanischsprachigen Ländern
- Großkreuz und Großes Verdienstkreuz mit Stern und Schulterband des Verdienstordens der Bundesrepublik Deutschland
- Goldenes und Silbernes Großes Ehrenzeichen am Bande für Verdienste um die Republik Österreich
- Ritter I. Klasse in Klassenorden
- Großer Orden der Aufgehenden Sonne am Band in Japan
- Großkommandeur (Hausritterorden vom Heiligen Georg, St.-Joachims-Orden, Orden der Westphälischen Krone, Königlicher Hausorden von Hohenzollern)
- Knight Grand Cross in britischen Orden
- Knight Grand Commander (GCSI und GCIE)

Einige Orden verfügen noch über eine Sonderstufe des Großkreuzes:
- (Großkreuz-)Ritter mit Collane in einigen romanischsprachigen Ländern
- Sonderstufe des Großkreuzes des Verdienstordens der Bundesrepublik Deutschland
- Groß-Stern des Ehrenzeichens für Verdienste um die Republik Österreich
- Storkommandør (Großkommandeur) des Dannebrogordens